# La Fontaine des Quatre-Saisons
La Fontaine des Quatre-Saisons était un cabaret parisien ouvert en 1951 par Guenia et Paul Richez situé au 61 rue de Grenelle dans le 7e arrondissement de Paris, et dont Pierre Prévert assura la direction artistique.

## Historique
Les sous-sols voûtés en berceau plein-cintre étaient déjà mentionnés dans un rapport d'expertise de 1790 et devaient à l'origine servir d'entrepôt au Couvent des Récollets. Mais au fil des ans les aménagements de toute une série de caves en détruisirent les proportions harmonieuses.
En 1951, Guénia Richez et Paul Richez, son mari, créent ensemble le cabaret Rive gauche qui devient une référence de spectacle de haut de gamme. Le couple était déjà connu pour avoir créé les éditions du Pré aux clercs, qui édita entre autres en 1945 le livre de Jacques Prévert Histoires. Guénia Richez engage Pierre Prévert en tant que directeur artistique. Jacques le rejoint ensuite pour créer des spectacles dans la grande salle à colonnes du rez-de-chaussée. Bernard Quentin en assurera la scénographie.
De nombreux artistes (souvent à leurs débuts) ont pris possession de la très petite scène. Georges Lafaye et ses marionnettes, Siné avec le “CinémaStop”, la compagnie Grenier-Hussenot, Maurice Béjart, Guy Bedos, Philippe Clay, Jean Yanne, Elsa Henriquez, Jacques Dufilho, Albert Vidali, etc.
Boris Vian  était un habitué des lieux. Son premier essai  d'auteur de chansons, Le  Déserteur fut interprété par le jeune Marcel Mouloudji, et enregistré le 7 mai, jour même de la  chute de Diên Biên Phu. 
Barbara passa une audition mais la programmation de l'année étant déjà faite, elle se vit offrir une place de plongeuse pour une année, et put ainsi rencontrer et observer sans jamais chanter Boris Vian avec Henri Crolla et Louis Bessières, ou encore Mouloudji qui s'y produisaient.
Parfois Jacques Prévert coiffé d'une casquette de chasseur marquée en lettres dorées « La Fontaine des Quatre-Saisons » accueillait les spectateurs de renom.
Quelques années après la fermeture du cabaret, Dina Vierny, propriétaire des lieux, y créa le musée Maillol.
Aujourd'hui les salles du restaurant du musée Maillol : La Cortigiana occupent l'espace des loges et du bar du Cabaret.

## Artistes
(liste non exhaustive)
- Barbara[3].
- Henri Crolla
- Louis Bessières
- Maurice Béjart
- Guy Bedos
- Pierre Perret
- Mouloudji[3]
- Jacques Prévert
- Jean Yanne
- Philippe Clay
- Jacques Dufilho
- Francis Blanche y présente ses sketches
- Les Frères Jacques
- Boris Vian[3]